# Swedenhielms (1935)
Swedenhielms är en svensk dramakomedifilm från 1935 i regi av Gustaf Molander. I huvudrollerna ses Gösta Ekman, Karin Swanström och Tutta Rolf.

## Handling

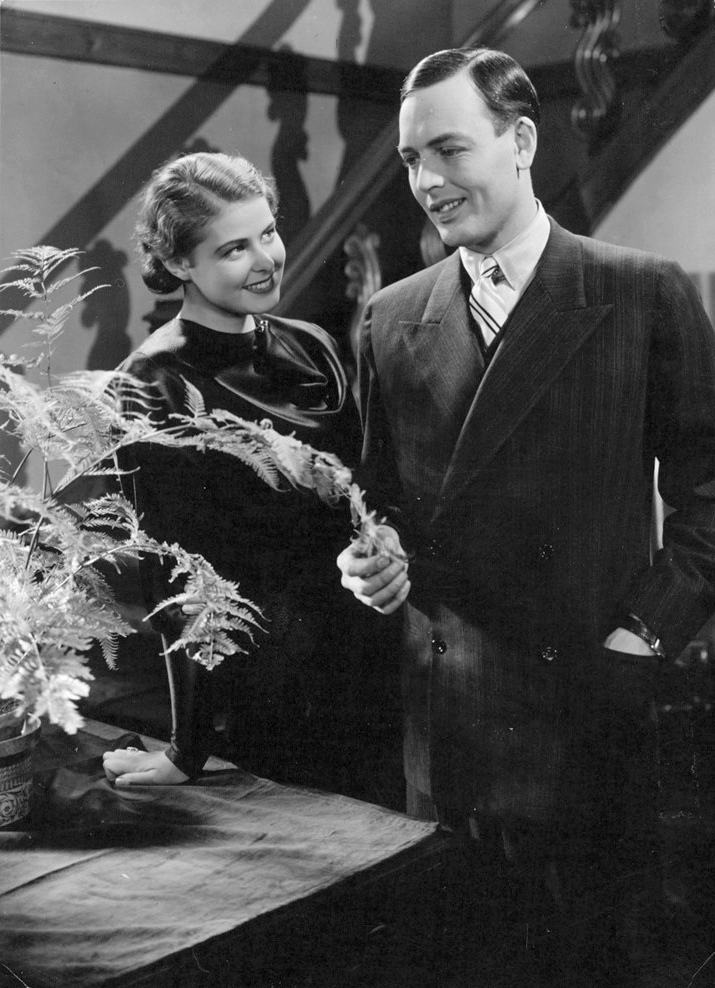
Ingrid Bergman och Håkan Westergren (i Swedenhielms)

Familjen Swedenhielm är en aristokratisk familj, bestående av professor Rolf Swedenhielm, hans barn Bo, Rolf jr och Julia och hushållerskan Boman. Familjen är i en ekonomisk kris och det enda de hoppas på är att vinna Nobelpriset.

## Om filmen
Filmen premiärvisades den 25 mars 1935. Stockholmspremiär ett par veckor senare på Röda Kvarn vid Biblioteksgatan den 8 april. Som förlaga till filmen har man Hjalmar Bergmans pjäs Swedenhielms från 1923 som uruppfördes på Dramaten i Stockholm 1925. Som TV-teater har den uppförts ytterligare tre gånger 1961, 1980 och senast 2003.
Swedenhielms har visats i SVT, bland annat 1982, 1987, 1992, 1997, 2002, 2005, 2011, i mars 2021 och i maj 2023.

## Rollista (i urval)
- Gösta Ekman – professor Rolf Swedenhielm, ingenjör och uppfinnare
- Björn Berglund – Rolf Swedenhielm j:r, ingenjör
- Håkan Westergren – Bo Swedenhielm, flyglöjtnant
- Tutta Rolf – Julia Swedenhielm, skådespelerska
- Ingrid Bergman – Astrid, Bo Swedenhielms fästmö
- Sigurd Wallén – Erik Erikson, procentare
- Karin Swanström – Marta Boman, husföreståndarinna
- Nils Ericson – Pedersén, journalist
- Adèle Söderholm – skurgumma
- Mona Geijer-Falkner – skurgumma
- Hjalmar Peters – Ek, procentare
- Tor Borong – flygmekaniker[5]

## Kritik
I Svenska Dagbladet gav signaturen EWO filmen stort beröm: "Svensk filmindustri och Gustaf Molander firade på måndagen en verklig triumf. Med filmen Swedenhielms har svensk filmproduktion för första gången på många år icke blott internationell standard, utan till och med hög internationell standard."
Även i Stockholmstidningen fick filmen bra kritik och dess filmkritiker Robin Hood skrev om Gösta Ekman i huvudrollen: "Visst blir han smått teatralisk ibland, men vad betyder det i en helhetsprestation som denna. Hans Swedenhielm är en fest för öga och öra, det blir fest bara han dyker upp på vita duken."

## Musik i filmen
- Ballad, kompositör Helge Lindberg, framförs nynnande av Tutta Rolf
- Toréador, en garde. ur Carmen (Toreadorarian/Var på din vakt, toreador ur Carmen), kompositör Georges Bizet, fransk text 1875 Henri Meilhac och Ludovic Halévy svensk text 1878 Palle Block och nyare text av Carl Axel Strindberg, framförs nynnande av Gösta Ekman
- Du månäpple, jag kan ej ta' ner Dig!, kompositör Helge Lindberg, text Berit Spong, sång Gösta Ekman, Håkan Westergren, Tutta Rolf, Karin Swanström, Ingrid Bergman och Björn Berglund
- Kungssången (Ur svenska hjärtans djup, kompositör Otto Lindblad, text Talis Qualis, instrumental
- Du gamla, du fria, text Richard Dybeck, instrumental
- Ein Sommernachtstraum. Hochzeitmarsch (En midsommarnattsdröm. Bröllopsmarsch), kompositör Felix Mendelssohn-Bartholdy, instrumental
- Liebestraum, piano, nr 3, op. 62 (O lieb, so lang du lieben kannst), kompositör Franz Liszt, instrumental.[6]

## DVD
Filmen finns utgiven på DVD.